# Cryptocarya membranacea
Cryptocarya membranacea là loài thực vật có hoa trong họ Nguyệt quế. Loài này được Thwaites miêu tả khoa học đầu tiên năm 1861.